# Bror Stefenson

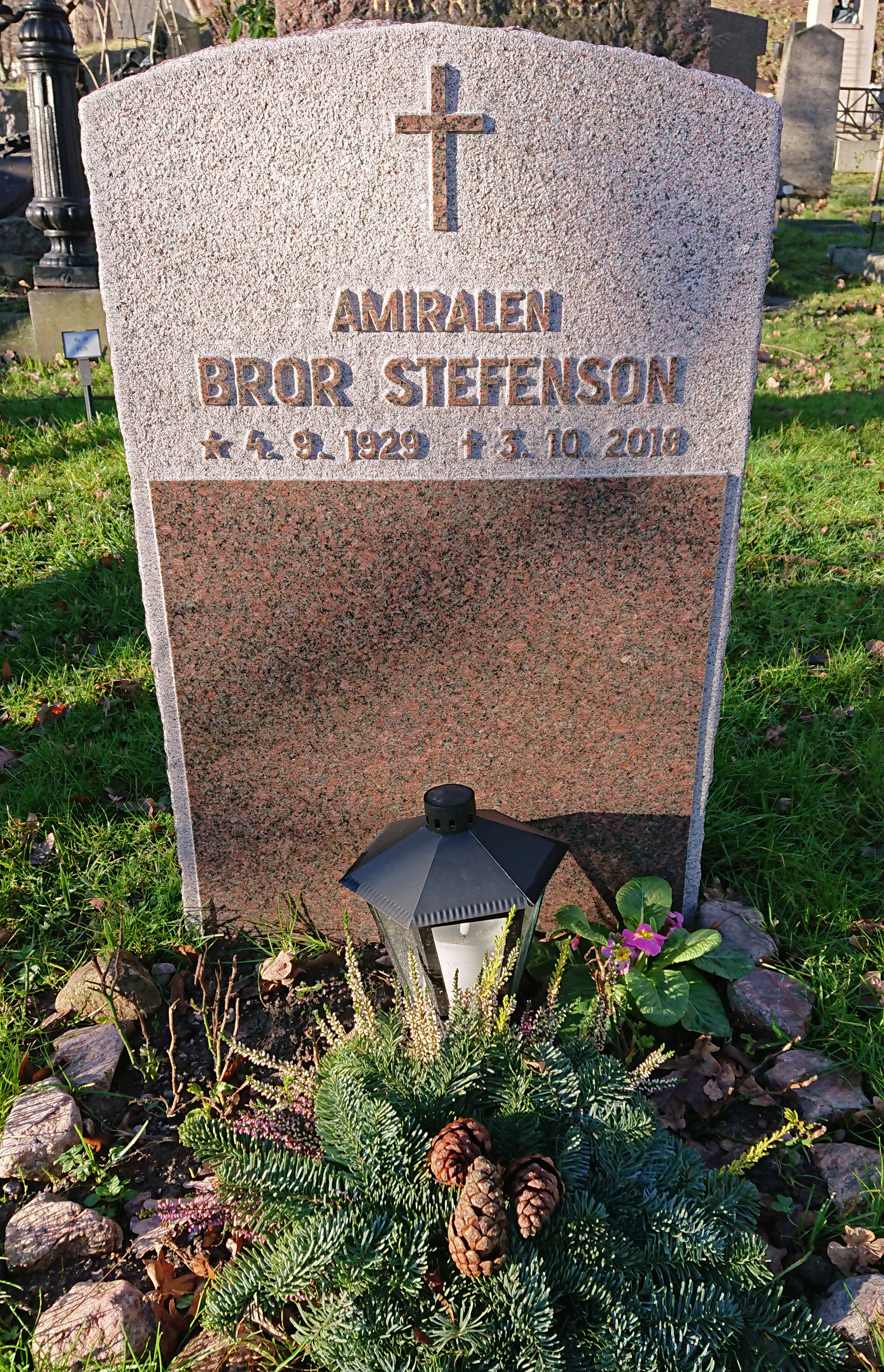
Gravsten på Galärvarvskyrkogården i Stockholm.

Bror Per Harald Stefenson, född 4 september 1929 i Skeppsholms församling i Stockholm, död 3 oktober 2018 i Stockholms domkyrkodistrikt, var en svensk sjöofficer (amiral). 

## Biografi

### Militär karriär
Stefenson avlade studentexamen vid Högre realläroverket å Norrmalm i Stockholm 1948. Han avlade sjöofficersexamen vid Sjökrigsskolan 1951 och utnämndes samma år till fänrik i flottan, varefter han befordrades till löjtnant 1953 och studerade vid Sjökrigshögskolan 1956–1959. Han var fartygschef på ubåten Draken 1962 och 1963. År 1963 befordrades till kapten och 1964 erhöll han tjänst vid Marinstaben. Han befordrades till kommendörkapten av andra graden 1967, varefter han var 1. flottiljadjutant tillika krigsförbandsövad ubåtsflottiljchef 1967–1968 och kurschef och lärare i taktik vid Militärhögskolan 1968–1970. Han befordrades till kommendörkapten av första graden 1970 och var chef för Studieavdelningen vid Försvarsstaben 1972–1976. Regeringen hade vid denna tid just infört programbudgetering för krigsmakten. Budgeteringen skulle baseras på perspektiv- och programplaner. Den första perspektivplanen utarbetades under Stefensons ledning.
År 1976 befordrades han till kommendör, varpå han var chef för Första ubåtsflottiljen 1976–1978. Vid denna tid var han också lärare vid Militärhögskolan. Han befordrades till konteramiral 1978 och var stabschef i Södra militärområdet 1978–1980, varpå han var chef för Kustflottan 1980–1982. År 1982 befordrades han till viceamiral och 1982–1987 var han chef för Försvarsstaben. Samma dag som han tillträdde som chef för Försvarsstaben (den 1 oktober) gjordes de första observationerna av främmande ubåtar i Hårsfjärden, vilket innebar att han utöver militärt ledarskap också hade att hantera en anstormning av såväl inhemska som utländska journalister. Åren 1987–1988 var han chef för Försvarshögskolan, varpå han var befälhavare för Östra militärområdet 1988–1991. Stefenson inträdde som amiral i reserven 1991.

### Övriga uppdrag
Stefenson var 1990–1997 förste adjutant och chef för Hans Majestät Konungens stab. Åren 1991–1994 var han projektledare för Kungliga Krigsvetenskapsakademiens Projekt Krishantering. Han har varit inspektor för den navalakademiska föreningen SjöLund. 
Bror Stefenson invaldes 1968 som ledamot av Kungliga Örlogsmannasällskapet och var sällskapets ordförande 1986–1991. Från 1992 var han hedersledamot av sällskapet. Han invaldes 1979 som ledamot av Kungliga Krigsvetenskapsakademien.
Stefenson var även politiker i Kristdemokraterna och var därvid ledamot av Stockholms kommunfullmäktige tillika ordförande i Kyrkogårdsnämnden 1999–2002. Han var ordförande i Kristdemokratiska Seniorförbundet 2002–2007.

### Familj
Bror Stefenson var son till kommendör Jens Stefenson (1895–1986) och Astrid (1898–1977), född Grönberg, samt bror till Jan Stefenson. Stefenson gifte sig 1953 med församlingsassistenten Karin Östberg (född 1932), dotter till konsul Gustaf Östberg och Margit von Stedingk. Bror Stefenson är begravd på Galärvarvskyrkogården i Stockholm.

### Utmärkelser
- Riddare av Svärdsorden, 6 juni 1969.[13]
- Första klass av Estniska Vita stjärnans orden, 11 september 1995.[14]
- Storkors av Italienska republikens förtjänstorden, 8 april 1991.[15]
- Storkors av Norska förtjänstorden (1 juli 1992)[16]